# Carpilioidea
Super-famille
Les Carpilioidea sont une super-famille de crabes. Elle comprend quatre familles dont trois fossiles.

## Liste des familles
Selon Paleobiology Database (23 avril 2014) :
- Carpiliidae Ortmann, 1893
- † Paleoxanthopsidae Schweitzer, 2003
- † Tumidocarcinidae Schweitzer, 2005
- † Zanthopsidae Vía, 1959